# Veronika (keresztnév)
A Veronika a görög (macedón) eredetű Bereniké név latin alakváltozata, jelentése győzelmet hozó. A Bibliához kapcsolódó egyik apokrif irat szerint egy Veronika nevű asszony egy kendőt nyújtott át Jézusnak a keresztúton, akinek a legenda szerint megmaradt rajta az arcmása. A középkorban ezt az arcképet kezdték el Veronikának nevezni, mivel a nevet tévesen a latin vera (igaz) és icon (kép) szavak összetételeként magyarázták.

## Rokon nevek
Bereniké, Ronett, Ronetta, Verita, Veron, Verona, Veronka, Vera

## Gyakorisága
Az 1990-es években a Veronika gyakori, a Ronett, Ronetta, Verita, Veron, Verona és Veronka szórványos név volt, a 2000-es évek elején nem szerepelnek a 100 leggyakoribb női név között, kivéve a Veronikát, ami a 38-58. leggyakoribb női név.

## Névnapok
Veronika, Veron, Verona, Veronka
- január 12.[2]
- január 13.[2]
- január 19.[2]
- január 24.[2]
- február 4.[2]
- július 9.[2]

Ronett, Ronetta
- Ajánlott névnap: február 4.[2]

Verita
- július 9.[2]
- július 22.[2]
- szeptember 1.[2]

## Híres Veronikák, Veriták, Veronok, Veronák, Veronkák, Ronettek és Ronetták
- Ádám Veronika orvos, biokémikus, egyetemi tanár
- Csapody Vera botanikus
- Fekete Veronika színésznő
- Fűz Veronika szobrász
- Janicsák Veca énekesnő
- Juga Veronika színész
- Harcsa Veronika énekesnő
- Kincses Veronika operaénekes
- Králl Veronika újságíró
- Madár Veronika színésznő
- Marék Veronika író, grafikus
- Marton Veronika történész, sumerológus
- Schmidt Vera énekesnő, dalszerző
- Tarr Veronika énekesnő
- Tájmel Veronika válogatott labdarúgó
- Tóth Vera énekesnő
- Veronica Pivetti olasz színésznő
- Munk Veronika újságíró
- Veronika M. Avery

## Veronika a kultúrában és művészetekben
- A veronika növénynemzetség fajai közkedvelt dísznövények Magyarországon, bizonyos fajai gyógyteaként is használatosak
- Gyárfás Miklós verse az Új Idők XLIX/6. számában (1943. február 6.)
- Ady Endre megemlíti Mária és Veronika c. versében
- Paulo Coelho híres Veronika meg akar halni c. regényében a főszereplő szlovén lány neve
- A Moho Sapiens zenekar dalt írt hozzá
- A Bankrupt együttes dalt írt hozzá
- A magyar Veronaki világzenei együttes énekesnőjéről kapta nevét
- A The Veronicas együttes tagjai a Heathers című film alapján adták maguknak ezt a nevet
- A Veronica Mars egy tini noir dráma tévésorozozat, melyet majd 15 évig sugároztak, a főszereplőt Kristen Bell játszotta
- A Verónica című spanyol horror filmben a főszereplőt megszállja a gonosz